# Tomaspis nuchalis
Tomaspis nuchalis är en insektsart som beskrevs av Jacobi 1908. Tomaspis nuchalis ingår i släktet Tomaspis och familjen spottstritar. Inga underarter finns listade i Catalogue of Life.